# Лебедева, Галина Михайловна
Гали́на Миха́йловна Ле́бедева (род. 1949) — российская актриса, заслуженная артистка России (1999)

## Биография
Галина Лебедева родилась 22 апреля 1949 года. В 1968 году окончила Петрозаводское училище культуры, затем училась на курсах повышения квалификации при Школе-студии МХАТ.
В 1968—1973 гг. была актрисой Петрозаводского драматического театра.
С 1973 года Галина Лебедева играет в Тверском ТЮЗе.

## Театральные работы
- Фиса — «Аленький цветочек» И. Карнаухова, Л. Браусевич
- Воробьев — «А Воробьев стекла не выбивал!» Ю. Яковлев
- Боря — «Великий волшебник» В. Губарев
- Сима — «Старые друзья» Л. Малюгин
- Пеппи — «Пеппи Длинныйчулок» А. Линдгрен
- Мария Петухова — «Платье для выходного дня» В. Карасев
- Тимми — «Тимми — ровесник мамонта» И. Ольшанский
- Витька — «Синяя ворона» Р. Погодин
- Шакал — «Кошка, которая гуляла сама по себе» Р. Киплинг
- Буратино — «Бу — ра — ти — но» А. Толстой
- Сапожникова — «Синие кони на красной траве» М. Шатров
- Юрка — «Характеры» В. Шукшин
- Плуфт — «Плуфт, или маленький призрак» М.-К. Машаду
- Учительница русского языка — «Я,бабушка, Илико и Илларион» Н. Думбадзе, Г. Лордкипанидзе
- Доменика, фея рукоделия — «Бонжур, месье Перро!» Н. Слепакова
- Баба-Яга — «Царевна-лягушка» Г. Соколова
- Чиполлино — «Чиполлино и его друзья» С. Прокофьева, И. Токмакова
- Берта Кузьминишна — «Двадцать лет спустя» М. Светлов
- Фёдор — «Два клёна» Е. Шварц
- Бывшая Такса — «Прощай, овраг!» К. Сергиенко, А. и Л.Чутко
- Акбара — «Плаха» Ч. Айтматов
- Медсестра — «Ловушка для одинокого мужчины» Р. Тома
- Подруга — «Она в отсутствие любви и смерти» Э. Радзинский
- Шапокляк — «Проделки Шапокляк и сюрпризы Голливуда» Л. Лелянова
- Серафима Ильинична — «Самоубийца» Н. Эрдман
- Колдунья — «Русалочка» Х. К. Андерсен
- Сирена — «Сирена и Виктория» А. Галин
- Мадам Пичем — «Трёхгрошовая опера» Б. Брехт, К. Вайль
- Тётушка Ангелина Степановна — «Начнём всё с радости» Л. Лелянова
- Мать — «Услышь — и будь счастлив» («Фантазии Фарятьева») А. Соколова
- Аграфена Кондратьевна — «Свои люди — сочтёмся» А. Островский
- Тома — «Это уж слишком!..» Г. Сергеева
- Старуха — «Елена Премудрая» М. Бартенев
- Ведьма — «Панночка» Н. Садур
- Мать Фёклы — «Снегурушка» М. Бартенев
- Эрита — «…Забыть Герострата!» Г. Горин
- Еремеевна — «Недоросль» Д. Фонвизин
- Тётка Клара — «О мышах и людях» Дж. Стейнбек
- Фрау Марта — «Петух пополам» Н. Воронов, В. Ольшанский

## Фильмография
- Главный калибр (2006)
- Кадетство (2006)
- Человек в футляре, человек в пальто и человек во фраке (2006) — директор школы
- Галина (2008) — соседка
- Ранетки (2008—2009) — Агнесса Юрьевна
- Ножницы (короткометражный) (2009) — баба Люся
- Такая же, как и не ты (короткометражный) (2010) — бабушка
- Лёд (2013) — тренер
- Верь мне (2014) — хозяйка монастырской гостиницы
- Как Витька Чеснок вёз Лёху Штыря в дом инвалидов (2017) — соседка

## Признание и награды
- Медаль ордена «За заслуги перед Отечеством» II степени (2018)[2]